# くわがたツマミ
『くわがたツマミ』はラレコ制作のAdobe Flashによる日本のアニメ、およびそれを元にした漫画や小説、ゲーム、フィギュア。初期は「くわがたツマミ オフィシャルサイト」、後期は「ライブドアネットアニメ」にて公開されていた。

## 概要
元パリコレモデルの人間と巨大なミヤマクワガタのハーフ、鍬方ツマミを主人公とするアニメである。
個人サイトで公開されていた自主制作アニメだが、ネットの口コミと2005年夏開催のイベント「JAWACON2005」での展示上映をきっかけに人気と注目度が高まり、絵本やコミックス、さらには携帯用コンテンツなど様々な業態によるメディアミックスが行われた。
オフィシャルサイト（現在は閉鎖）は、初期は株式会社サクセスが運営。2007年3月22日に東京国際アニメフェア2007にてライブドアネットアニメへの加入（メディア展開におけるライブドア・ファンワークスとの提携）が発表されて以降はライブドアネットアニメ内へと移転し、作者の他作品「やわらか戦車」と同じ形でメディア戦略が行われていった。
一般での認知時期から「やわらか戦車」の後発作品と思われがちだが、個人ベースでの制作・発表は「くわがたツマミ」の方が先である。
2011年11月末をもって「やわらか戦車」と共に更新を終了。2012年2月20日にライブドアでの公開を終了。全84話。

## 登場人物
鍬方ツマミ（くわがた つまみ）
主人公。4歳。ミヤマクワガタと人間のハーフ（自称『超ハイブリッド生命体』）で、スイカをおかずに米飯とみそ汁を食べる。トレードマークは頭の大アゴ。小柄な体に似合わず、自動販売機のような巨大な物体も投げ飛ばすことが出来るが、大アゴで支えられる重量を越えたときには潰れてしまった。
反対に机の上の切手はツマむことができない。それ以外にも畳の間の爪楊枝やプリン、粥、豆腐などもツマむのは苦手。
女の子（メス?）であるにもかかわらず大きなアゴを持っているのが不思議なのだが、登場人物たちはそのことについて気にする様子は無い。ちなみに今のアゴは2代目（1話で折れて2話で再び生えてきた）で、髪の毛のように寝癖がつく。パパの角も同様だがいずれも原理は不明。冬は大アゴが冷えるため帽子をほしがっていたが、間違えて便座カバーをかぶってしまったことがある。その際ツマミは激しく動揺の色を隠せなかった。（7話）現在は大アゴもはいる帽子をかぶっている。人形遊びよりも日曜大工が好き（59話）。ゲームはやったことがない（66話）。
鍬方直美
ツマミの母親。パリコレ本選まで行ったことのあるモデルだった。現在は家のちゃぶ台の上でファッションショーをすることを無上の喜びとしている。
音痴だが、過去モデルとして人気絶頂の時期に勢いで歌手デビューし、CDを出していた。自宅では季節を問わず基本的に割烹着姿で、よく編み物をしているところを見かける。パパ曰く「落ち目の時期にも何か出した」らしいが、詳細は今のところ不明。初期は割烹着の背中にある紐は3つだったが現在は2つになっている。（オープニングも修正された）
初期版のオープニングでは無かったが、前髪の形が「剃り込み」に見えることを本人はかなり気にしている（23話）。
ツマミの人気は町内では高いが、クワガタと結婚した直美の方は反対に声をかけてくる他のママさんの人が少なく、直美の方からおすそ分けなどで声をかけている。
鍬方パパ
ツマミの父親。ミヤマクワガタだが人間とほぼ同じ大きさで服を着ており、娘と妻を養うために会社で働いている。オープニング初期は細身の体系だったが、現在はふっくらとした体形となった。
直美と結婚した年、クワガタ界（虫ケラ界）で「うまいことやった・オブ・ザ・イヤー」を受賞した。冬の朝のトイレやクーラーの効いた部屋（会社）などでは冬眠してしまうこともある。（7話など）社内に彼のファンの女の子がいて彼の後を追い自宅に一度侵入している。好物は樹液で、王様（後述）がツマミを無理矢理娶ろうとしたときも樹液（高級くぬぎ蜜）一瓶で機嫌を直したほど。昭和生まれだが年齢および本名不明。本人の履歴書には『記憶にありません』と書かれている（63.5話）。
いびきが五月蝿く、直美の安眠を妨害している。七夕の短冊には「人間になりたい」と書いていた。（23話）虫と呼ばれること、虫扱いにされることをかなり気にしており。ツマミはパパのPTSDと呼んでいる（63.5話）。ちなみに直美と出会い親交が深まったきっかけもこれが原因だった（DVD特典映像）。
じいちゃん・ばあちゃん
ツマミの母方の祖父母（直美の両親）。じいちゃんは新年の挨拶に訪れたツマミに酷い目（ほぼグロテスクな目）に合わされてしまうが、それでも「ひ孫（＝ツマミの子供）を抱くまでは死なない」と意気軒昂。じいちゃんばあちゃんの前髪は直美と同じく剃り込んだような髪形をしている。
じょしちゃん　
両親は不明だが、ツマミと同様メス（女の子？）なのにカブトムシの角が頭についている。名前の由来は歩く音が「じょし、じょし」だからと言っているが、本当なのかは不明。ツマミやヒカルとともに、ハイブリッド生命体らしい。ボロを着ており、たびたび鍬方家にご飯を集りにきている。貧乏で、「生きていくのは大変」だとか。たまにツマミと戦うが、カブトムシゆえに毎回ツマミをすくい投げて勝利する。言葉の語尾に「でち」をつけ、白いご飯をこよなく愛する。雌。アゲハちゃんと出会ってから貧乏ではなくなったが、未だに継ぎの当たったワンピースでアルバイトに勤しんでいる（63話）。高級料理はあまり口に合わない。
雪だるまで製作した父親はフルボイス版のタイトルコールや64話で登場していたがじょしちゃんとの関係は不明。
蛍原ヒカル　
ヴィジュアル系アーティストの父と蛍の母を持つ。私立ホトハラ学園一年生。なお、「ホトハラ学園」と言うのは、彼が入学してわずか2時間で学園のすべての権限を理事長からうばい、勝手に名前を付けてしまったものである。尻が発光するが、この光には枯れた花を甦らせたりする謎のパワーが秘められている。何故か駅員に切符を見せる際にも尻に切符を挟んでみせていた。ツマミからは「先輩」と呼ばれ慕われている（走光性が理由?）。一度ツマミの格好をしたことがある。（エンディング）64話では露出狂として警察に二回捕まったことがある。
蛍原光男
ヒカルの父で、舞台の上で化粧しかしないヴィジュアル系アーティスト。顔は厚いファンデーションの層に覆われ、母親以外、素顔を見たことがない。また、アニメでは数秒しか出ていない。
彼の半生についての小説『堕天使の街』がサイトで掲載していた。妻・光子（蛍）との顛末が語られている。
鋏田テツ（はさみだ てつ）
パパの会社の最寄の駅の改札口にいる駅員。自動改札を毛嫌いしており、昔ながらの切符切りバサミを使う。パパのよき飲み友達。ちなみに役の上では駅員だが、鍬形パパと出会う前の11話では電車を運転していた。
王様
42歳のニート。公園の砂場に「クワガタ公国」という国をつくった。市役所はそれを正式な国として認めているらしい（なぜ市役所が公認しているかは謎）。頭にはツマミと同じような大アゴがあるが、実は髪の毛も含めてすべてヅラ。自分のことを「ちん（朕）」と呼び、ツマミを妃にしようと虫取り網を持って追いかけ回しているが、当のツマミに投げ飛ばされて撃退される。実はクワガタのアゴがあれば誰でもいいようで、ツマミはもちろんのことツマミを肩車していてクワガタのアゴがあるように見えた直美、果てはパパにまで求婚する始末である。配下に数匹のクワガタ（OPで踊っているものと同じ姿。通称「くわがたダンサーズ」）がいる。
山本つねり（やまもと つねり）
ツマミの従弟。オオクワガタと人間のハーフでツマミ同様超ハイブリッド生命体。ツマミと同じく頭にアゴが付いているが、まだ赤ちゃんなので小さい模様（それでもツマミを投げ飛ばす）。父は直美の弟、つまりツマミの叔父。母の山本真理子は家々を遙かに超える巨体を持つオオクワガタで、つねりはその血を受け継いだパワーを持っている様子。実は火遊び好きが判明。（69話）その際ツマミは「地獄絵図だぁ」と笑顔で語った。終盤では「火遊びは絶対ダメ！」と言ったお約束が表示されていた。じょしちゃんには懐いている。声はラレコの子供のものらしい。
山本真理子
ランドマークタワーほどもある大きな体に、ピンクのセーター姿。後に鍬方町の観光名物となる。蛍原ヒカルにライトアップされ、恋人同士でのスポットになった。
アゲハちゃん
ツマミの家の隣の城に越してきたアゲハチョウ。雌。どんな時でも金に物を言わせて解決しようとする。頭のリボンで空が飛べる。じょしちゃんに友達になってくれと時給100万円を支払っているうちに広場にじょしちゃんの城ができ、資金が底をついた自分の城はあえなく崩れ去ってしまった。ツマミとは何故か仲が悪く、ベトベトしたものをツマミの顔面に吐きかけ、ケンカを売っている。じょしちゃんのアルバイト姿に感銘を受け、自分も挑戦するが……。（68話）
蝉次郎
露出狂の大きな蝉。幼虫の時代を30年間も土の中で過ごしてきたため、一週間で失われた時間を取り戻そうと、「ミ～ンミンミンミン！」と走って躍起になっている。ツマミたちが倒した巨大蜘蛛に捕まったがその後は生きていた。30年間を、ずっとゲームに費やしてきた。
テントウムシの子
64話のみに登場したおそらくテントウムシと人間のハイブリッド。空を飛ぶことができる。突然ツマミのスイカを盗みだしてライブドアネットアニメ越しにツマミとおいかけっこを繰り広げたがアゲハちゃんが巨大蜘蛛に捕まるピンチに陥り、じょしちゃんのすくい投げと飛ぶ力とツマミの強力な大アゴの協力により見事巨大蜘蛛を倒した。それ以降は全く登場していない。

## メディア展開

### 漫画
- 『月刊コミックラッシュ』（ジャイブ）2006年12月号から2008年6月号まで連載。あさりよしとお・画。
  - あさりよしとおは『るくるく』の扉絵でツマミ柄の浴衣を着た瑠玖羽を描いたことがある[2]。今連載もこの縁によるものと思われる。
- 『プレコミックブンブン』（ポプラ社）2006年11月号から2008年1月号まで連載。ねじまき我人・画。

### 小説
富士見書房刊の『ドラゴンマガジン』にカラー連載を持ったほか、ライブドアが運営する『Anigema（あにげマ！）』内でそれぞれ公開。両作品とも原作者のラレコによるイラストだが作者は異なる。単行本化されていない。

### ゲーム
ニンテンドーDS用ソフト「くわがたツマミ くっつけ! ツマミ箱」が2008年7月24日に発売された。

### フィギュア
くわがたツマミ＆じょしちゃん（ねんどろいど）